# 1982-es Tour de France
Az 1982-es Tour de France volt a 69. Tour de France, amit 1982. július 2-a és július 25-e között rendeztek meg. Összesen 22 szakasz volt 3507 km-en keresztül, amit átlagosan 38.059 km/h sebességgel tettek meg a versenyzők.
Az előző Tour győztese, Bernard Hinault nyerte meg a prológot hét másodperccel jobb időt tekerve, mint Gerrie Knetemann. Az első szakasznál a belga Ludo Peeters lett az első. A második szakasznál Phil Anderson vette át a vezetést, aki megnyerte a sárga trikót, csak úgy, mint az előző évben. A Tour történelmében akkor volt először a trikó nem-európainál. Az ötödik szakasznál egy csapat időfutam lett beütemezve. Denain-ben az Arcelor cég munkatársai eltorlaszolták az utat, úgyhogy a verseny le kellett fújni és egy extra szakaszt iktattak be (9A). Phil Anderson maradt az első a tizedik szakasz egyéni időfutamáig, onnantól Bernard Hinault vette át a vezetést.
Hinault-ot azzal vádolták, hogy ő kerekezett a legunalmasabban, aki erre úgy reagált, hogy Párizsban megnyerte az utolsó szakaszt.

## Végeredmény
|    | Versenyző           | Csapat                 | Idő            |
| -- | ------------------- | ---------------------- | -------------- |
| 1  | Bernard Hinault     | Renault-Elf-Gitane     | 92 óra 08' 46" |
| 2  | Joop Zoetemelk      | Mercier-COOP           | 6' 21"         |
| 3  | Johan van der Velde | TI-Raleigh             | 8' 59"         |
| 4  | Peter Winnen        | Caprisonne             | 9' 24"         |
| 5  | Phil Anderson       | Peugeot-Shell-Michelin | 12' 16"        |
| 6  | Beat Breu           | Cilo                   | 13' 21"        |
| 7  | Daniel Willems      | Boule d'Or             | 15' 33"        |
| 8  | Raymond Martin      | Mercier-COOP           | 15' 35"        |
| 9  | Hennie Kuiper       | DAF Trucks             | 17' 01"        |
| 10 | Alberto Fernández   | Teka                   | 17' 19"        |

## Szakasz eredmények
| Szakasz | Útvonal                         | Táv (km) | Győztes                                         | Sárga trikós                                    |
| ------- | ------------------------------- | -------- | ----------------------------------------------- | ----------------------------------------------- |
| P       | Bázel - Bázel                   | 7*       | Bernard Hinault                                 | Bernard Hinault                                 |
| 1       | Möhlin - Möhlin                 | 207      | Ludo Peeters                                    | Ludo Peeters                                    |
| 2       | Bázel - Nancy                   | 250      | Phil Anderson                                   | Phil Anderson                                   |
| 3       | Nancy - Longwy                  | 134      | Daniel Willems                                  | Phil Anderson                                   |
| 4       | Beauraing - Mouscron            | 219      | Gerrie Knetemann                                | Phil Anderson                                   |
| 5       | Orchies - Fontaine-au-Pire      | 73**     | Törölték és helyette megrendezték a 9A szakaszt | Törölték és helyette megrendezték a 9A szakaszt |
| 6       | Lille - Lille                   | 233      | Jan Raas                                        | Phil Anderson                                   |
| 7       | Cancale - Concarneau            | 235      | Pol Verschuere                                  | Phil Anderson                                   |
| 8       | Concarneau - Châteaulin         | 201      | Frank Hoste                                     | Phil Anderson                                   |
| 9A      | Lorient - Plumelec              | 69**     | TI-Raleigh                                      | Phil Anderson                                   |
| 9B      | Plumelec - Nantes               | 138      | Stefan Mutter                                   | Phil Anderson                                   |
| 10      | Saintes - Bordeaux              | 147      | Pierre-Raymond Villemiane                       | Phil Anderson                                   |
| 11      | Bordeaux - Valence-d'Agen       | 57*      | Gerrie Knetemann                                | Bernard Hinault                                 |
| 12      | Fleurance - Pau                 | 249      | Seán Kelly                                      | Bernard Hinault                                 |
| 13      | Pau - Saint-Lary-Soulan         | 122      | Beat Breu                                       | Bernard Hinault                                 |
| 14      | Saint-Lary-Soulan - Martigues   | 33*      | Bernard Hinault                                 | Bernard Hinault                                 |
| 15      | Manosque - Orcières-Merlette    | 208      | Pascal Simon                                    | Bernard Hinault                                 |
| 16      | Orcières-Merlette - Alpe d’Huez | 123      | Beat Breu                                       | Bernard Hinault                                 |
| 17      | Le Bourg-d'Oisans - Morzine     | 251      | Peter Winnen                                    | Bernard Hinault                                 |
| 18      | Morzine - Saint-Priest          | 233      | Adri van Houwelingen                            | Bernard Hinault                                 |
| 19      | Saint-Priest - Saint-Priest     | 48*      | Bernard Hinault                                 | Bernard Hinault                                 |
| 20      | Sens - Aulnay-sous-Bois         | 161      | Daniel Willems                                  | Bernard Hinault                                 |
| 21      | Fontenay-sous-Bois - Párizs     | 187      | Bernard Hinault                                 | Bernard Hinault                                 |

A * jelölt szakaszok egyéni időfutamok voltak.

A ** jelölt szakaszok csapatidőfutamok voltak.